# Анна Кеттлер
А́нна фон Ке́ттлер (нім. Anna von Kettler; 1567 — 19 вересня 1617) — курляндська принцеса, литовська княжна і ординатка клецька (1586—1617). Представниця німецької герцогської династії Кеттлерів. Народилася в Мітаві. Донька Готтгарда фон Кеттлера, герцога Курляндії і Семигалії, й Анни Мекленбург-Гюстровської. Сестра курляндських герцогів Фрідріха й Вільгельма фон Кеттлерів, та герцогині Єлизавети фон Кеттлер. Дружина литовського князя Ольбрахта Радзивілла, великого маршалка литовського і ордината Клецька. Весілля справили 12 січня 1585 року в Мітаві. Під впливом чоловіка перейшла з лютеранства у католицизм. Народила 4 дітей. Померла в місті Тикоцин, Польща. Також — Анна Радзивілл, Анна Радзивіллова (пол. Anna Radziwiłłowa).

## Сім'я
- Батько: Готтгард Кеттлер (1517—1587) — перший герцог Курляндії і Семигалії.
- Матір: Анна Мекленбург-Гюстровська (1533—1602)
- Брати:

Фрідріх Кеттлер (1569—1642) — герцог Курляндії і Семигалії. ∞ 1600: Єлизавета-Магдалина Померанська (1580—1649).
Вільгельм Кеттлер (1574—1640) — герцог Курляндії. ∞ 1609: Софія Прусська (1582—1610).
- Сестра: Єлизавета Кеттлер (?—1601) ∞ 1595: Адам-Вацлав П'яст (1574—1618), цешинський герцог.
- Чоловік (∞ 1586): Ольбрахт Радзивілл (1558—1592), литовський князь, ординат клецький.
- Діти:

- Син:

Ян-Ольбрахт Радзивіл (1591—1626) — литовський князь.
- Доньки:

Анна Радзивіл (?—?) — померла до досягнення повноліття.
Катерина Радзивілл (?—?) — померла до досягнення повноліття.
Барбара Радзивіл (1590—1614) ∞ Миколай Кішка (?—1644), воєвода дерптський.